# Solomon H. Sonneschein
Solomon H. Sonneschein, nebo Sonnenschein, či jen S. H. Sonneschein (24. června 1839, Svatý Martin, Turiecká župa - 3. října 1908, USA) byl maďarsko-americký rabín ze Slovenska.

## Život
Vzdělání získal v moravských Boskovicích, kde také v roce 1863 získal rabínský diplom. Následně studoval v Hamburku a na univerzitě v Jeně, kde v roce 1864 získal doktorský titul.
Postupně byl rabínem obcí ve Varaždíně, v Praze, New Yorku a St. Louis (Sbor Chrámu Izraele).  Od roku 1905 působil v chrámu B'nai Ješurun v Des Moines v Iowě.
V roce 1864 se oženil s Rosou Sonnescheinovou, zakladatelkou ženského časopisu American Jewess.
Sonneschein přispíval více než 40 let do mnoha německých a anglických časopisů.